# Truyền bệnh
Trong y học, sức khỏe cộng đồng và sinh học, truyền bệnh hoặc lây truyền là sự lây lan mầm bệnh gây bệnh truyền nhiễm từ một cá nhân hoặc nhóm vật chủ bị nhiễm sang một cá nhân hoặc một nhóm cụ thể, bất kể cá nhân kia có bị nhiễm bệnh trước đó hay không.
Thuật ngữ này hoàn toàn đề cập đến việc truyền vi sinh vật trực tiếp từ cá nhân này sang cá thể khác bằng một hoặc nhiều phương tiện sau:
- qua không khí - ho, hắt hơi, thở. 
  - nhiễm trùng trong không khí - các hạt khô và ướt thực sự nhỏ tồn tại trong không khí trong thời gian dài cho phép ô nhiễm trong không khí ngay cả sau khi vật chủ rời đi. Kích thước hạt <5 m.
  - nhiễm trùng giọt - các hạt nhỏ và thường ướt trong không khí trong một thời gian ngắn. Sự ô nhiễm thường xảy ra với sự có mặt của vật chủ. Kích thước hạt> 5 mm.
- tiếp xúc vật lý trực tiếp - chạm vào một cá nhân bị nhiễm bệnh, bao gồm cả quan hệ tình dục
- tiếp xúc vật lý gián tiếp - thường bằng cách chạm vào bề mặt bị ô nhiễm, bao gồm cả đất (fomite)
- lây truyền qua đường phân-miệng - thường là từ tay chưa rửa, thực phẩm hoặc nguồn nước bị ô nhiễm do thiếu tiệt trùng và vệ sinh, một đường lây truyền quan trọng trong nhi khoa, thú y và các nước đang phát triển.

Sự lây truyền cũng có thể là gián tiếp, thông qua một sinh vật khác, hoặc là một vật trung gian (ví dụ muỗi hoặc ruồi) hoặc vật chủ trung gian (ví dụ sán dây ở lợn có thể truyền sang người ăn thịt lợn khi nấu chín không đúng cách). Truyền gián tiếp có thể liên quan đến động vật lây bệnh hoặc, thông thường hơn, mầm bệnh lớn hơn như bệnh ký sinh với vòng đời phức tạp hơn. Sự lây truyền có thể là autochthonous (tức là giữa hai cá thể ở cùng một nơi) hoặc có thể liên quan đến việc di chuyển của vi sinh vật hoặc vật chủ bị lây bệnh.